# Ciudadanía azerbaiyana
Ciudadanía de Azerbaiyán - es la ciudadanía de la República de Azerbaiyán, las normas de la que se regulan por la ley sobre la ciudadanía de Azerbaiyán. Ciudadano de la República de Azerbaiyán es la persona, que tiene las relaciones políticas y jurídicas, también los derechos y obligaciones mutuos con el estado azerbaiyano.

## Documentos necesarios
Para la obtención de la ciudadanía azerbaiyana se necesita los documentos siguientes:
1. autobiografía
2. petición por escrito al Presidente de la República de Azerbaiyán
3. fotografías de tamaño pasaporte
4. información de residencia sobre la composición familiar
5. recibo sobre de pago de una tasa estatal
6. certificado de competencia en el idioma oficial de la República de Azerbaiyán
7. permiso de residencia permanente en el territorio de la República de Azerbaiyán
8. documento de identidad
9. información sobre fuentes de ingreso.

## Historia
Por primera vez el concepto de la ciudadanía azerbaiyana se surgió en el período de la República Democrática de Azerbaiyán. La disposición sobre la ciudadanía fue aprobado el 23 de agosto de 1918; el 11 de agosto de 1919 por el Parlamento de la República fue adoptada la ley sobre la ciudadanía de la República Democrática de Azerbaiyán. La ley incluye las normas y reglas de determinación, atribución y pérdida de ciudadanía. Según el primer artículo de la ley, la ciudadanía se atribuye independientemente de la nacionalidad, religión. Todos ciudadanos de la ex imperia rusa, que nacieron o sus padres nacieron en el territorio de la República Democrática de Azerbaiyán se consideraron los ciudadanos azerbaiyanos.
La ley quedó anulada debido al caída de la República Democrática de Azerbaiyán el 28 de abril de 1920.

## Ley vigente
La ley vigente sobre la ciudadanía de la República de Azerbaiyán fue aprobado el 30 de septiembre de 1998 por el entonces presidente e Azerbaiyán, Heydar Aliyev. En los años 2005, 2008, 2014, 2015, 2017 y 2018  la ley fue reformado.
El 30 de agosto de 1999 el presidente afirmó la Disposición sobre las normas del examen de las cuestiones  de ciudadanía, que fue modificado por los órdenes de 2006, 2008, 2009, 2010, 2015, 2016 y 2017.
Según la ley vigente y en la base del artículo 52 de la Constitución de la República de Azerbaiyán, cada persona, nacida en el territorio de Azerbaiyán o uno de los padres de la que tiene la ciudadanía azerbaiyana es el ciudadano de la República de Azerbaiyán.
Independientemente de los motivos de la atribución de ciudadanía, las normas son iguales para todos.  Todas personas, que fueron los ciudadanos de la RA hasta entrada en vigor de la ley del 30 de septiembre de 1998, no fueron ciudadanos de RA hasta el 1 de enero de 1992, pero vivieron en el territorio de la RA, también refugiados, que se asentaron en el territorio azerbaiyano entre los años 1988 y 1992 se consideraron los ciudadanos de la República de Azerbaiyán desde el momento de puesto en vigor esta ley,
El niño, que nació en el territorio de la República de Azerbaiyán, los padres del que no tienen la ciudadanía es el ciudadano de Azerbaiyán. También, el niño, que nació en el territorio de la RA y los padres del que son desconocidos es ciudadano de la RA.
Las personas sin ciudadanía y los extranjeros, que viven en el territorio azerbaiyano durante 5 años y conocen el idioma oficial de la República, independientemente de su raza o nacionalidad, origen, creencias políticas, religiosas y de otro tipo, pueden acceder a la ciudadanía azerbaiyana por la iniciativa y solicitud personal.